# Metalobosia elis
Metalobosia elis är en fjärilsart som beskrevs av Druce 1885. Metalobosia elis ingår i släktet Metalobosia och familjen björnspinnare. Inga underarter finns listade i Catalogue of Life.